# Francisco Goñi
Francisco Goñi y Soler (Madrid, 23 août 1873 - Guadalajara, 6 décembre 1936) est un photographe espagnol.

## Biographie
Francisco Goñi a collaboré dans des périodiques tels que Blanco y Negro , ABC, El Gráfico, Actualidades, Nuevo Mundo , Mundo Gráfico, La Esfera, entre autres.
Il est l'un des photojournalistes qui, avec Diego de Quiroga y Losada (es), le marquis de Santa María del Villar 3 et José Demaría López, a accompagné le roi Alphonse XIII lors de ses voyages. Francisco Goñi a également réalisé des portraits, ainsi que des instantanés d'actes religieux, politiques et taurins, avant d'être envoyé comme correspondant de guerre à Melilla.
Dans les années 1910, il a participé en tant que reporter aux guerres que l'Espagne a eues en Afrique du Nord. Résident de la ville de Guadalajara depuis 1918, il a été tué pendant la Guerre d'Espagne dans la prison de la ville, à cause de ses idées de monarchistes, le 6 décembre 1936. 

## Fonds photographique
Depuis 2016, la ville de Guadalajara, avec la collaboration de l Université d'Alcalá, a numérisé une grande partie de sa collection photographique pour créer les archives photographiques Francisco de Goñi.

## Galerie

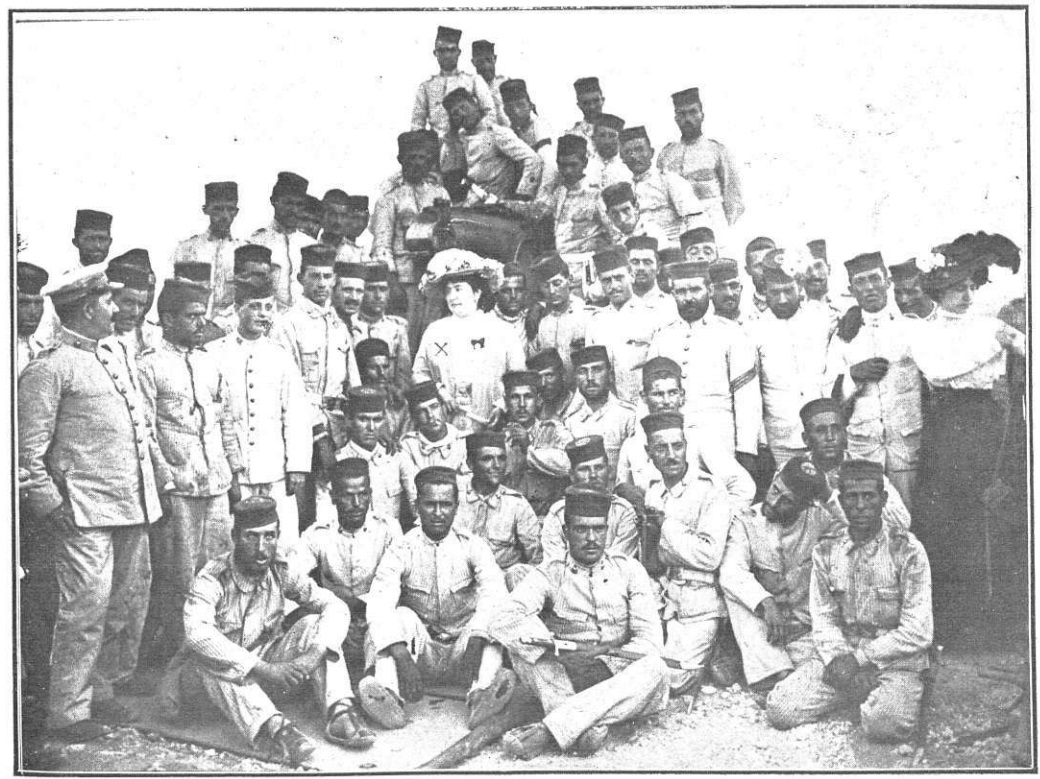
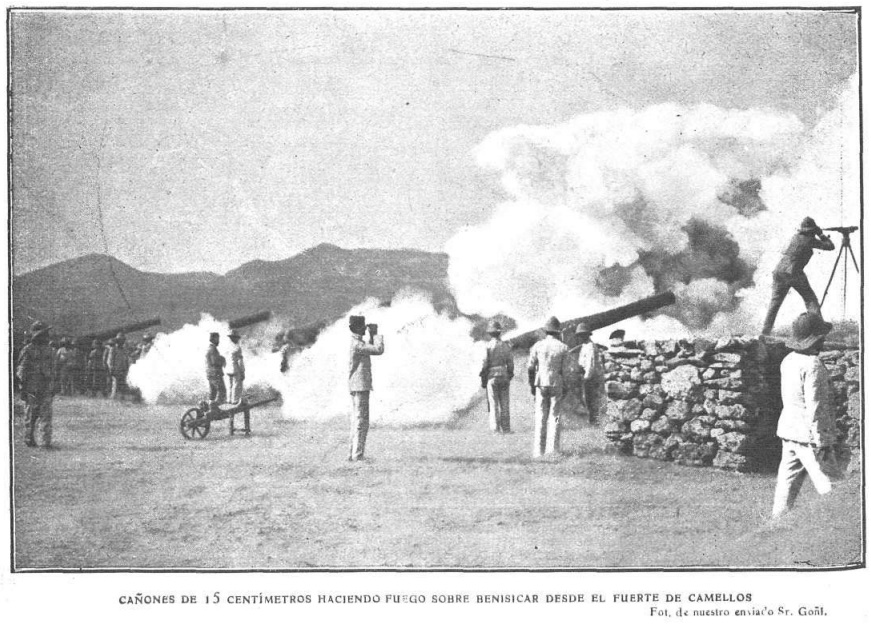
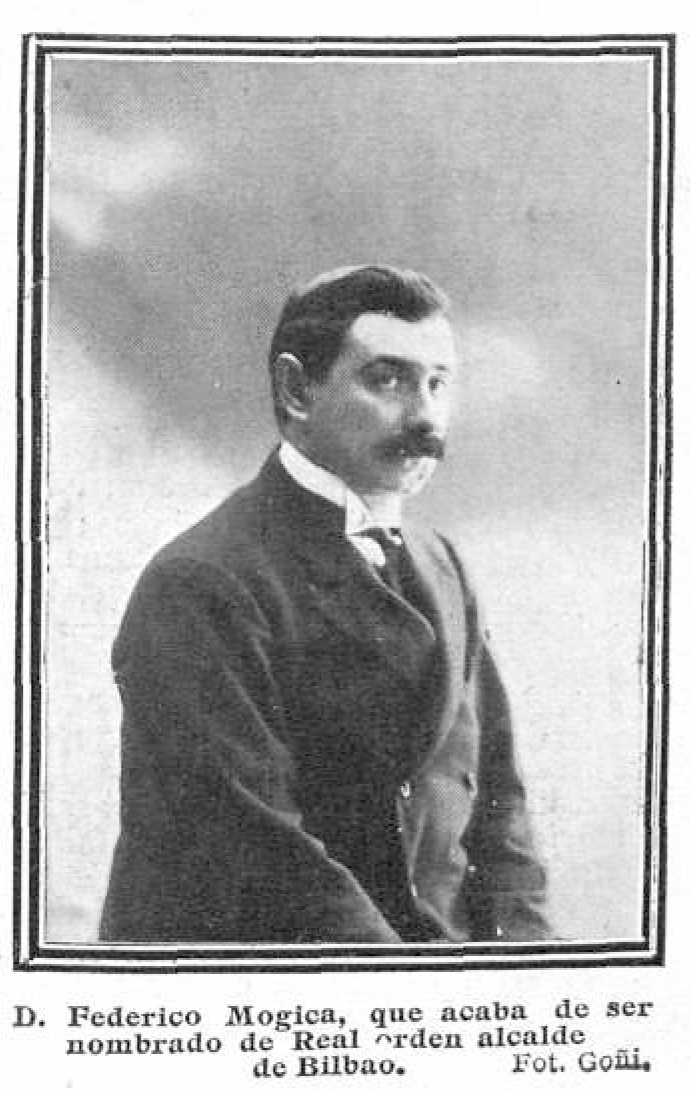
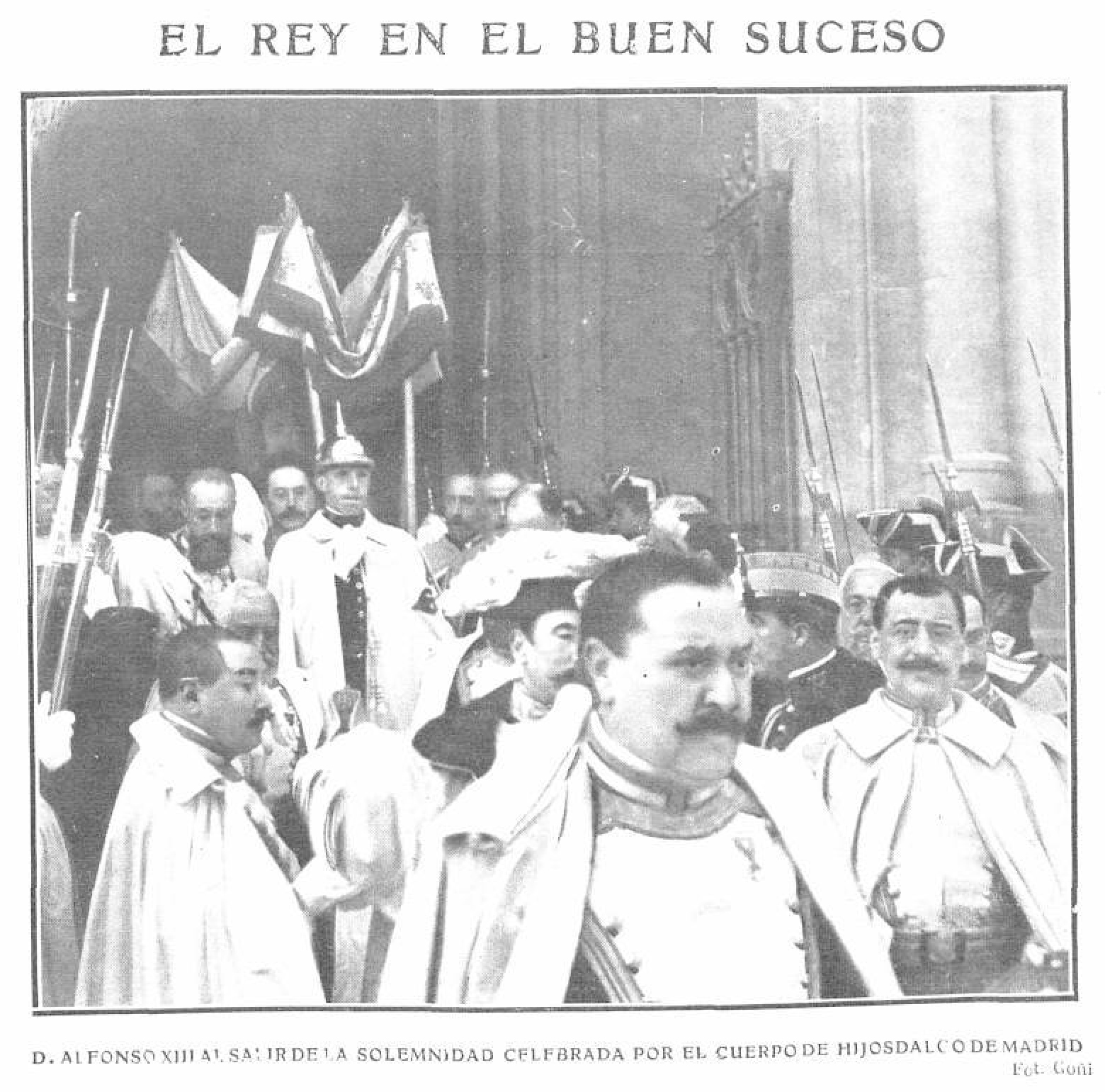